# Circuit du Luc
Le circuit du Luc ou circuit du Var est un circuit automobile français situé dans le département du Var entre les communes de Gonfaron et Le Luc.

## Caractéristiques
Ce circuit est ouvert aux motos et aux voitures.
Il est homologué par la Commission Nationale d’Examen des Circuits de Vitesse (CNECV) depuis 2010.
Sa longueur est de 2 400 m (ou 2 200 m en fonction de l'ouverture ou non de la chicane) et de largeur 9 m.  
Il est géré par un syndicat mixte composé du Conseil départemental du Var, de la commune du Luc en Provence et de la commune des Mayons. Un arrêté du ministre de l'intérieur du 9 avril 2018 précise les utilisations possibles du circuit.
La société AGS, qui a couru en Formule 1 entre 1986 et 1991, y possède son usine et son siège social. Le circuit sert de support au stage organisé par la société AGS depuis 1992.

Le circuit du Luc
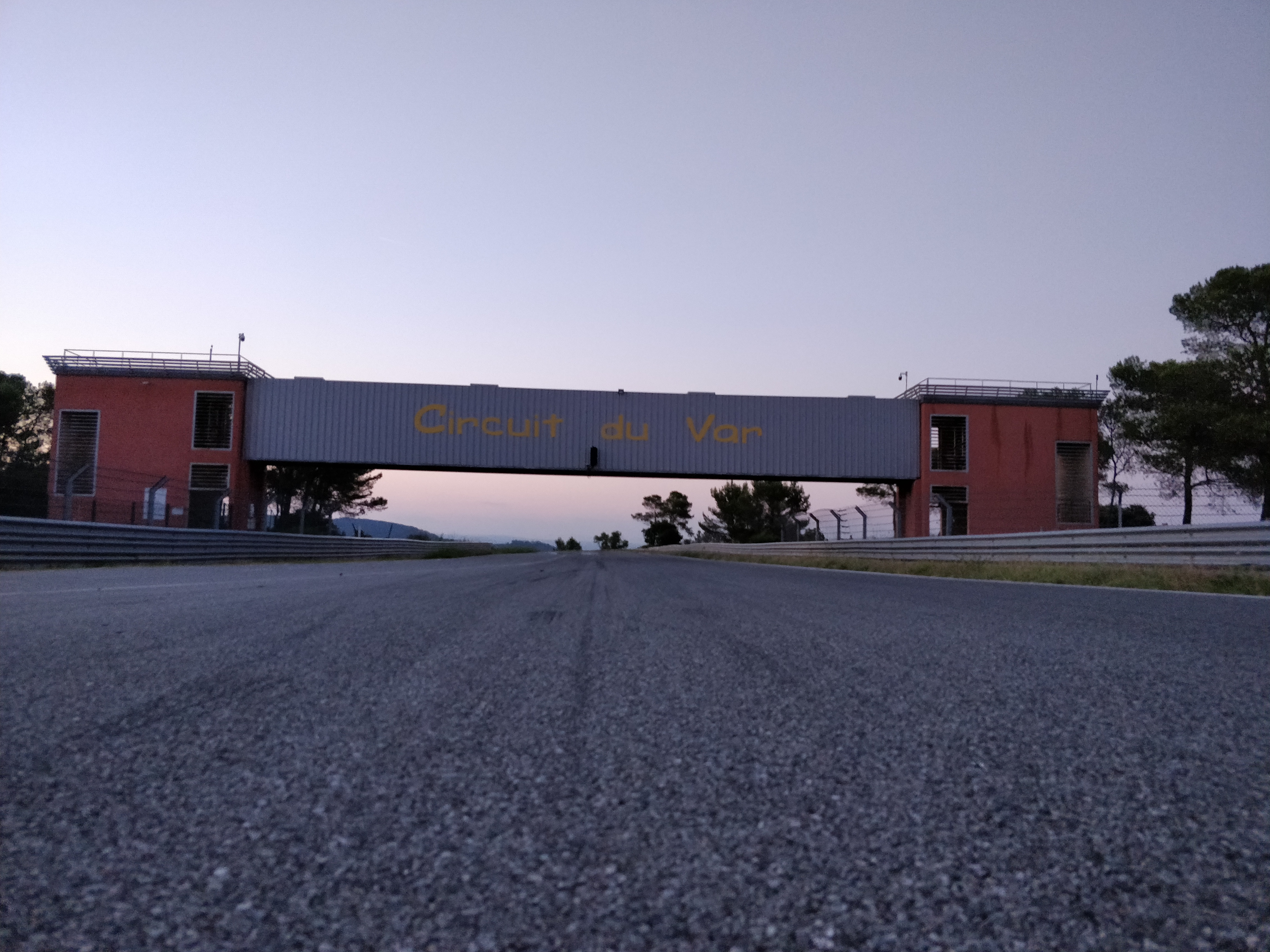
La passerelle du circuit le 26 juin 2018.
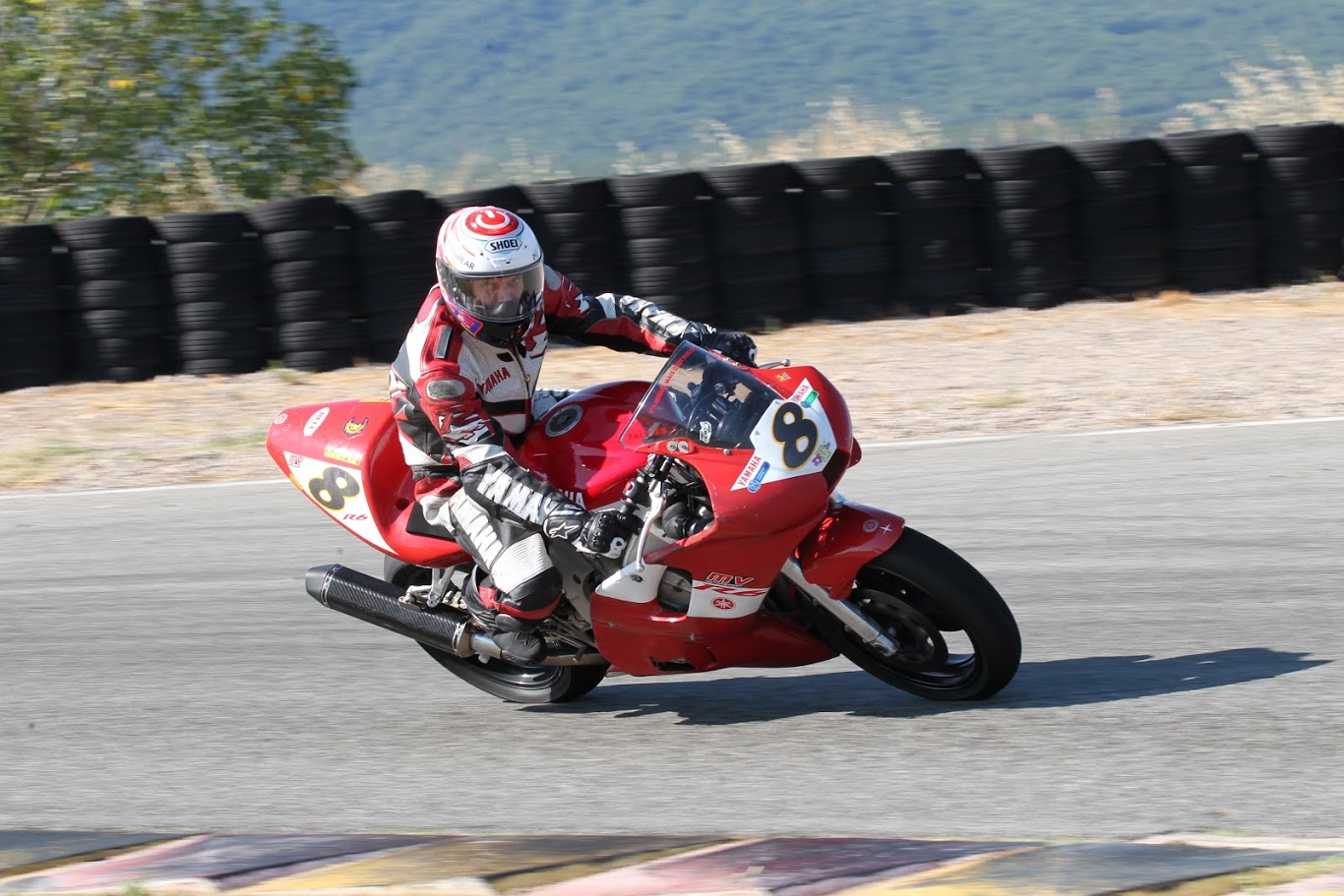
Une Yamaha YZF R6 Modèle 2000 (107cv) sur le circuit en 2019.